# Never Marry a Railroad Man
"Never Marry a Railroad Man" is een nummer van de Nederlandse band Shocking Blue. Het nummer verscheen voor het eerst op hun compilatiealbum Shocking Blue uit 1970. Op 29 mei van dat jaar werd het uitgebracht als single.

## Achtergrond
"Never Marry a Railroad Man" is geschreven door gitarist Robbie van Leeuwen en geproduceerd door de gehele band. Het nummer werd uitgebracht als single en werd in deze vorm meer dan een miljoen keer verkocht. Het werd een nummer 1-hit in de Nederlandse Top 40, de Hilversum 3 Top 30 en de voorloper van de Vlaamse Ultratop 50. Het was, na "Mighty Joe", de tweede nummer 1-hit van de groep in hun thuisland Nederland. Daarnaast werd het een top 10-hit in onder meer Noorwegen, Zwitserland en de voorloper van de Waalse Ultratop 50.
"Never Marry a Railroad Man" is gecoverd door een aantal andere artiesten in verschillende talen. Zo is er een Finse versie met de titel "Jos konduktöörin nait" uitgebracht door Paula Koivuniemi, bestaat er een Duitse versie genaamd "Der Eisenbahner" door Bettina Wegner en bracht Marie Rottrová het in het Tsjechisch uit onder de titel "Dívčí král". Daarnaast is er een instrumentale versie uitgebracht door Franz Lambert in een medley met "All Right Now" (Free) en "Spirit in the Sky" (Norman Greenbaum). Mariska Veres, zangeres van Shocking Blue, bracht in 1993 een jazzversie van het nummer uit met haar groep Shocking Jazz Quintet.

## Hitnoteringen

### Nederlandse Top 40
| Hitnotering: 06-06-1970 t/m 22-08-1970 | Hitnotering: 06-06-1970 t/m 22-08-1970 | Hitnotering: 06-06-1970 t/m 22-08-1970 | Hitnotering: 06-06-1970 t/m 22-08-1970 | Hitnotering: 06-06-1970 t/m 22-08-1970 | Hitnotering: 06-06-1970 t/m 22-08-1970 | Hitnotering: 06-06-1970 t/m 22-08-1970 | Hitnotering: 06-06-1970 t/m 22-08-1970 | Hitnotering: 06-06-1970 t/m 22-08-1970 | Hitnotering: 06-06-1970 t/m 22-08-1970 | Hitnotering: 06-06-1970 t/m 22-08-1970 | Hitnotering: 06-06-1970 t/m 22-08-1970 | Hitnotering: 06-06-1970 t/m 22-08-1970 | Hitnotering: 06-06-1970 t/m 22-08-1970 |
| Week                                   | 1                                      | 2                                      | 3                                      | 4                                      | 5                                      | 6                                      | 7                                      | 8                                      | 9                                      | 10                                     | 11                                     | 12                                     |                                        |
| -------------------------------------- | -------------------------------------- | -------------------------------------- | -------------------------------------- | -------------------------------------- | -------------------------------------- | -------------------------------------- | -------------------------------------- | -------------------------------------- | -------------------------------------- | -------------------------------------- | -------------------------------------- | -------------------------------------- | -------------------------------------- |
| Positie                                | 6                                      | 2                                      | 2                                      | 1                                      | 1                                      | 3                                      | 3                                      | 4                                      | 8                                      | 13                                     | 20                                     | 30                                     | uit                                    |

### Hilversum 3 Top 30
| Hitnotering: 06-06-1970 t/m 22-08-1970 | Hitnotering: 06-06-1970 t/m 22-08-1970 | Hitnotering: 06-06-1970 t/m 22-08-1970 | Hitnotering: 06-06-1970 t/m 22-08-1970 | Hitnotering: 06-06-1970 t/m 22-08-1970 | Hitnotering: 06-06-1970 t/m 22-08-1970 | Hitnotering: 06-06-1970 t/m 22-08-1970 | Hitnotering: 06-06-1970 t/m 22-08-1970 | Hitnotering: 06-06-1970 t/m 22-08-1970 | Hitnotering: 06-06-1970 t/m 22-08-1970 | Hitnotering: 06-06-1970 t/m 22-08-1970 | Hitnotering: 06-06-1970 t/m 22-08-1970 | Hitnotering: 06-06-1970 t/m 22-08-1970 | Hitnotering: 06-06-1970 t/m 22-08-1970 |
| Week                                   | 1                                      | 2                                      | 3                                      | 4                                      | 5                                      | 6                                      | 7                                      | 8                                      | 9                                      | 10                                     | 11                                     | 12                                     |                                        |
| -------------------------------------- | -------------------------------------- | -------------------------------------- | -------------------------------------- | -------------------------------------- | -------------------------------------- | -------------------------------------- | -------------------------------------- | -------------------------------------- | -------------------------------------- | -------------------------------------- | -------------------------------------- | -------------------------------------- | -------------------------------------- |
| Positie                                | 10                                     | 2                                      | 2                                      | 1                                      | 1                                      | 2                                      | 5                                      | 5                                      | 7                                      | 15                                     | 20                                     | 28                                     | uit                                    |

### NPO Radio 2 Top 2000
| Nummer met noteringen in de NPO Radio 2 Top 2000 | '00  | '01 | '02  | '03  | '04  | '05  | '06  | '07  | '08  | '09  | '10  | '11  | '12  | '13  |
| ------------------------------------------------ | ---- | --- | ---- | ---- | ---- | ---- | ---- | ---- | ---- | ---- | ---- | ---- | ---- | ---- |
| Never Marry a Railroad Man                       | 1393 | 907 | 1009 | 1364 | 1348 | 1587 | 1577 | 1553 | 1460 | 1408 | 1457 | 1774 | 1912 | 1864 |

1. ↑  Een vetgedrukt getal geeft de hoogste notering aan.
2. ↑  2000 was het eerste jaar met een notering voor dit nummer.
3. ↑  Deze tabel is bijgewerkt tot en met de laatste editie (2024).